# Taverna (község)
Taverna  község (comune) Olaszország Calabria régiójában, Catanzaro megyében.

## Fekvése
A megye északkeleti részén fekszik. Határai: Albi, Aprigliano, Colosimi, Cotronei, Fossato Serralta, Mesoraca, Parenti, Petilia Policastro, San Giovanni in Fiore, Sorbo San Basile és Zagarise.

## Története
A települést a hagyományok szerint Gorgolanusz, II. Niképhorosz bizánci császár prokurátora alapította. A települést többször is kifosztották a szaracénok, majd a 14. században Fracesco Sforza csapatai égették fel.  A 19. század elején vált önálló községgé, amikor a Nápolyi Királyságban felszámolták a feudalizmust.

## Népessége
A népesség számának alakulása:

## Főbb látnivalói
- Santa Maria Maggiore-templom
- Santa Caterina Piccola-templom
- San Martino-templom
- San Domenico-templom
- Santa Barbara-templom